# Гребля на каноэ

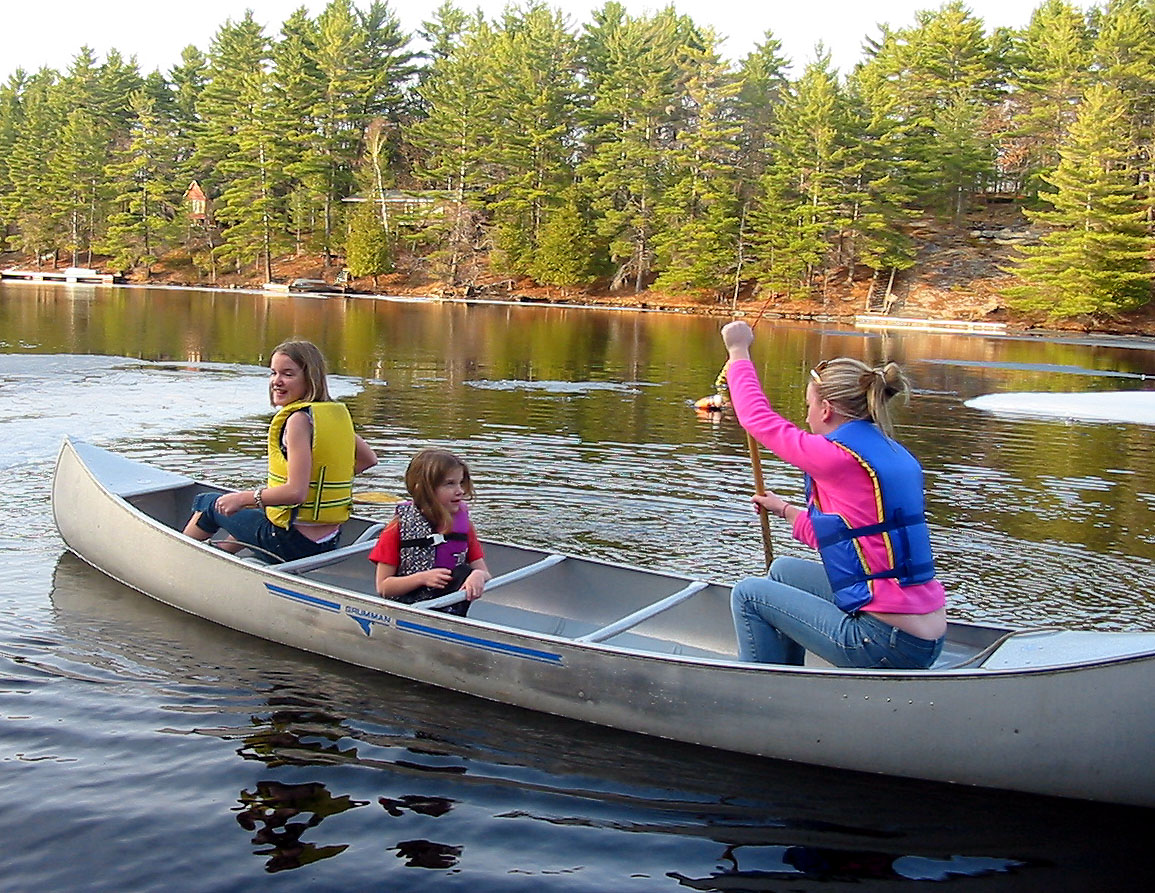
Семья плывёт на каноэ

Гребля на каноэ — перемещение по воде при помощи каноэ. Для гребли используется безуключинное однолопастное весло-гребок. В качестве спортивной дисциплины гребля на каноэ входит в олимпийские виды спорта гребля на байдарках и каноэ и гребной слалом.

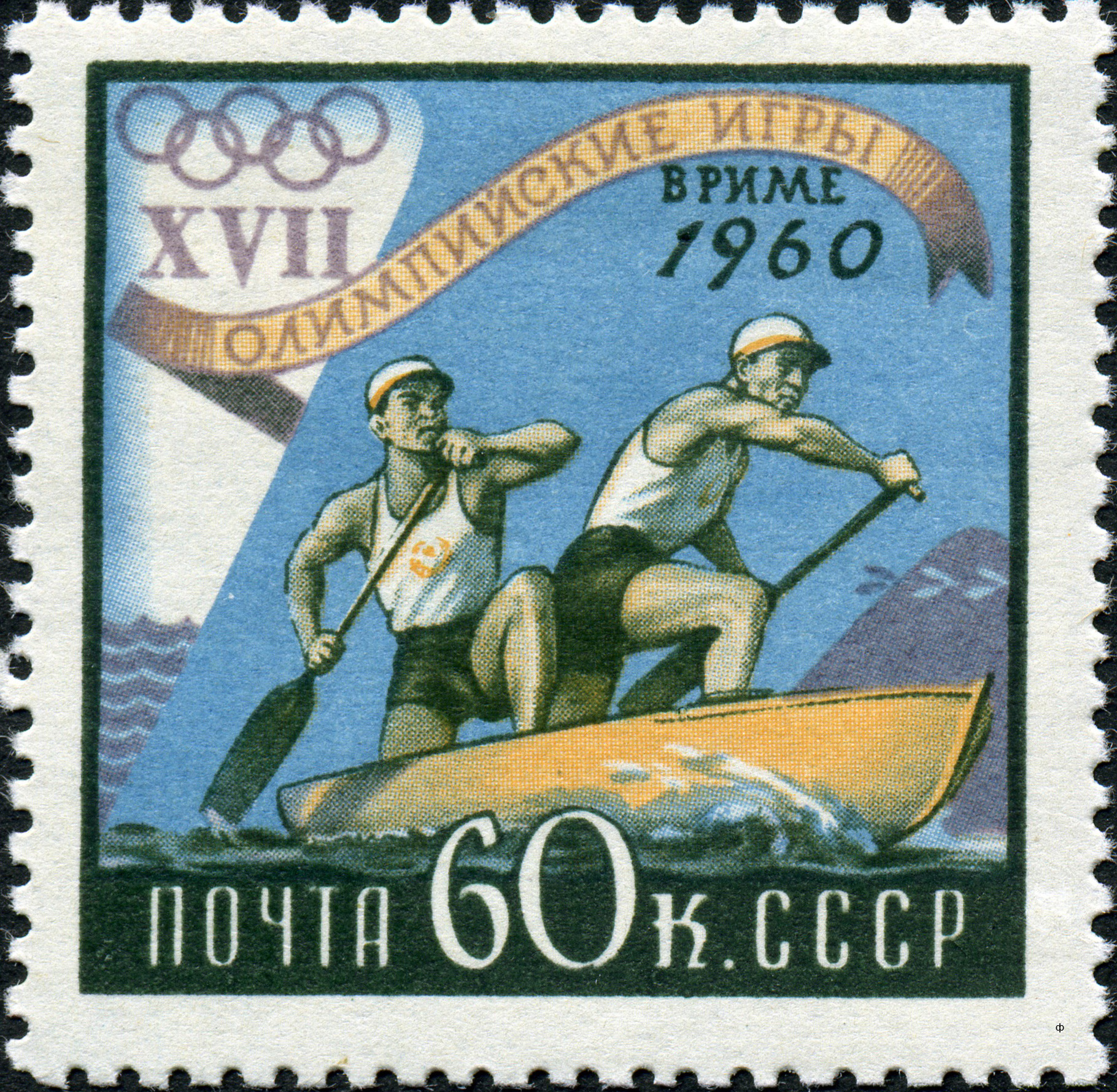
Почтовая марка 1960 год

## История

### Этимология и происхождение
В русском языке под традиционным каноэ понимается долблёная лодка североамериканских индейцев. Лодки схожей конструкции использовались при заселении Полинезии и Южной Америки.
В Великобритании, родоначальнице спортивной гребли на каноэ, под этим понятием подразумевается гребля не только на каноэ, но и на байдарках (каяках), что технически некорректно, но полностью соответствует российскому названию вида спорта.

### История вида спорта

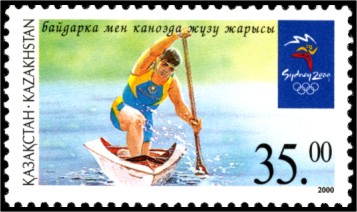
Спортивная посадка при гребле на каноэ

В новейшее время гребля на каноэ превратилась в вид спорта. В этом качестве её впервые представил шотландский исследователь Джон Макгрегор, увидевший каноэ и каяк в 1858 году в Канаде. По возвращении в Великобританию он построил собственное каноэ и сплавился с его помощью по нескольким рекам Великобритании, материковой Европы и Среднего Востока. О своих путешествиях Макгрегор рассказал в книге, а в 1866 году основал Королевский каноэ-клуб (англ. Royal Canoe Club). В 1874 году клуб организовал первые соревнования по гребле на каноэ — Paddling Challenge Cup. В 1924 году ассоциации гребли Австрии, Германии, Дании и Швеции основали организацию Internationalen Representation for Kanusport (IRK), предшественницу Международной федерации каноэ.

## Использование каноэ

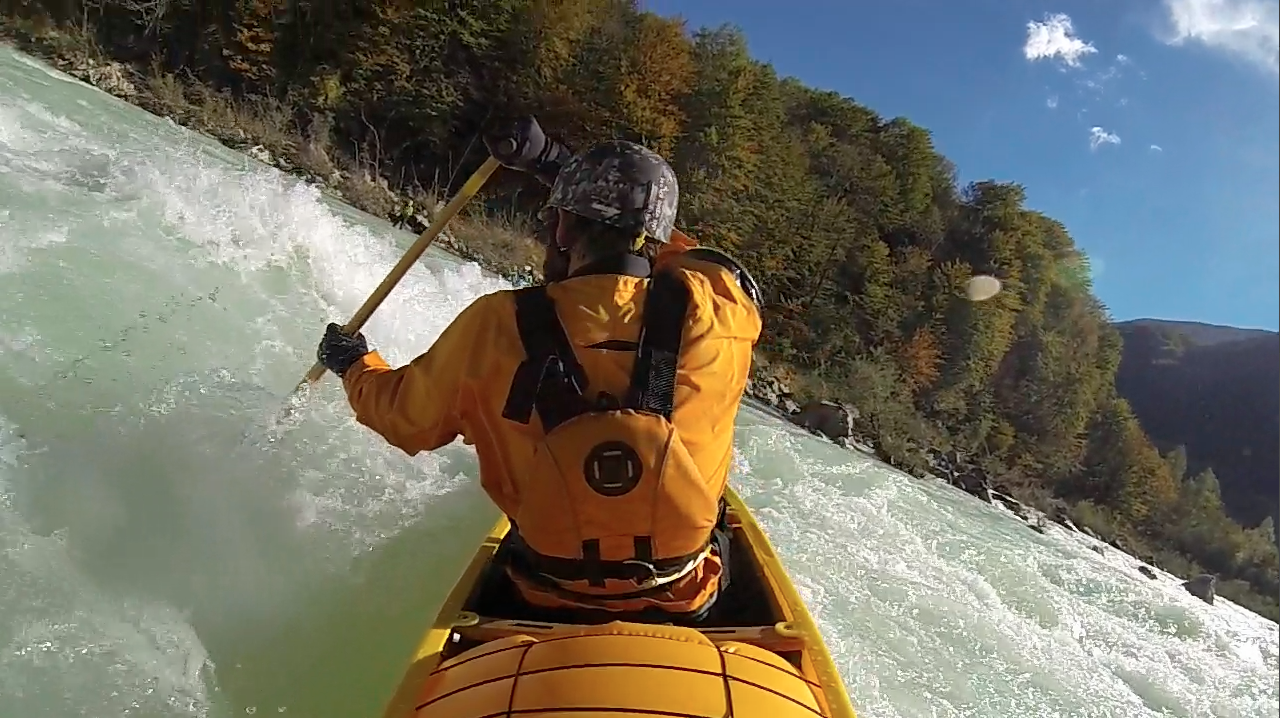
Гребной слалом на каноэ

Использование однолопастного весла является основным отличием гребли на каноэ от гребли на байдарке, где используется двухлопастное весло. Спортивная гребля на гладкой воде также требует иной посадки каноиста: спортсмен стоит на колене одной ноги, поставив другую в согнутом положении впереди себя. В гребном слаломе гребец сидит на невысоком пьедестале и одновременно опирается на оба колена. В остальных случаях: при прогулках, в туристических поездках — гребец может располагаться в лодке удобным для себя способом.
Считается, что каноэ склонно к переворачиванию, однако при должном обращении это будет происходить редко. Посадка в каноэ должна происходить аккуратно: следует садиться в лодку по центру, держаться как можно ниже и держаться за оба борта. Находясь в лодке, следует избегать резких движений и стараться сохранять центр тяжести как можно ниже. Походы на каноэ в бурную погоду и при сильном ветре нежелательны.
Спортивная техника гребли на каноэ требует, чтобы весло начинало движение в вертикальном положении по отношению к воде. Одна рука при этом лежит на Т-образной ручке, а другая — ближе к лопасти весла. Гребок осуществляется за счёт поворота торса, руки служат простым передатчиком и включаются в работу только в конце, чтобы поднять весло из воды и переместить вперёд .   
Возможно грести на каноэ вдвоём, при этом гребцам следует использовать вёсла с противоположных бортов. 

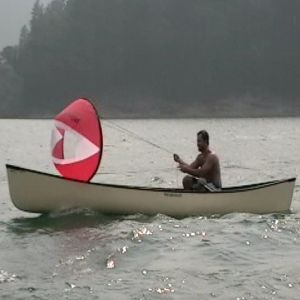
Плавание на каноэ с парусом (озеро Рут, Калифорния)

Туристические каноэ также могут оборудоваться небольшим парусом и использовать для перемещения энергию ветра.

## Спорт

### Олимпийские дисциплины
- Гребля на гладкой воде[8]:
  - C-1 1000m (каноэ-одиночка) мужчины;
  - C-1 200m (каноэ-одиночка) женщины
  - C-2 500m (каноэ-двойка) женщины
  - C-2 1000m (каноэ-двойка) мужчины.
- Гребной слалом[9]:
  - C-1 (каноэ-одиночка) мужчины;
  - C-2 (каноэ-двойка) мужчины.

Прочие виды
- Водный туризм
- Гребной марафон
- Фристайл на бурной воде